# 贝恩德·耶格尔
贝恩德·耶格尔（德語：Bernd Jäger，1951年11月18日—），德国男子竞技体操运动员。他曾获得1976年夏季奥运会体操比赛男子团体全能铜牌。他也在1974年世界竞技体操锦标赛上获得男子团体全能铜牌。